# Контуати
Контуати (груз. კონტუათი) — село в Грузии, на территории Хонийского муниципалитета края (мхаре) Имеретия.

## География
Село находится в западной части Грузии, на левом берегу реки Цхенисцкали, на расстоянии 4 километров к северу от города Хони, административного центра муниципалитета. Абсолютная высота — 133 метра над уровнем моря.

## Население
По результатам официальной переписи населения 2014 года, в Контуати проживало 922 человека (449 мужчин и 473 женщины). В национальной структуре населения грузины составляли 99,7 %, греки — 0,1 %, русские — 0,1 %, украинцы — 0,1 %.
| Год  | Население, человек |
| ---- | ------------------ |
| 2002 | 1235               |
| 2014 | ↘ 922              |